# Sipanea carrenoi
Sipanea carrenoi är en måreväxtart som beskrevs av Julian Alfred Steyermark. Sipanea carrenoi ingår i släktet Sipanea och familjen måreväxter. Inga underarter finns listade i Catalogue of Life.